# Eumenes septentrionalis
Eumenes septentrionalis är en stekelart som beskrevs av Giordani Soika 1940. Eumenes septentrionalis ingår i släktet krukmakargetingar, och familjen Eumenidae. Utöver nominatformen finns också underarten E. s. khangmarensis.